# Boldís Jussà
Boldís Jussà és un poble del terme municipal de Lladorre, a la comarca del Pallars Sobirà.
Està situat en el centre de la vall del Riu de Sant Miquel, afluent per l'esquerra del Riu de Lladorre just a migdia de la població cap de municipi. És a la dreta del riu esmentat, a llevant de l'entreforc entre aquest riu i el seu afluent per la dreta, el Riu de la Valle. És a prop, dessota i a ponent de Boldís Sobirà.
El poble de Boldís Jussà té les cases agrupades en un serrat a l'entorn de l'església de Sant Cristòfol, actualment advocada a sant Pere en substitució de la vella església parroquial, Sant Pere de Boldís Jussà, situada al nord-oest del nucli de població.

## Etimologia
Segons Joan Coromines, Boldís és un mot de clar origen iberobasc. Apunta la possibilitat d'un bos-lis, que donaria la forma antiga documentada de Boldís, Buslís, però no arriba a una conclusió clara després de considerar nombroses possibilitats. No dona, a més el significat de les arrels components del topònim.
La segona part del topònim, com en altres casos de la mateixa comarca, indica que és el poble de jus, de sota.

## Geografia

### El poble de Boldís Jussà
Constituït per poc més de quinze cases, està situat en un coster, amb les cases disposades pràcticament en tres nivell paral·lels. Al centre es troba el carrer central, amb cases a banda i banda, i per damunt existeix un segon carrer, que antigament era la carretera que pujava cap a Boldís Sobirà. En aquest segon carrer, les cases del sud-oest són les mateixes del costat nord-est del carrer central, mentre que al nord-est de la carretera es dreça la filera de cases que tanca el poble per la part més alta. L'església de Sant Cristòfol és a l'extrem nord-oest del carrer central, en una derivació que forma una placeta davant de l'església.

#### Les cases del poble[2]
| - Casa Borrut - Casa Gabarroca - Casa Jaume - Casa Joan Xic | - Casa Lluseran - Casa Lluseranet - Casa Margalida - Casa Mateu | - Casa Millat - Casa Mònica - Casa Pedrico - Casa Pep | - Casa Peret - Casa Poblador - La Rectoria - Casa Tomeu |

## Història

### Edat moderna
En el fogatge del 1553, Boldis (Boldís Jussà i Boldís Sobirà, conjuntament), declaren 1 foc eclesiàstic i 5 de laics, uns 40 habitants.

### Edat contemporània
Pascual Madoz dedica un article del seu Diccionario geográfico... a Boldís de Baix. Hi diu que és una localitat que forma ajuntament amb Boldís de Munt, situada en el vessant d'una muntanya envoltada per tot arreu d'altres muntanyes molt altes. La combaten els vents del nord i del sud. El clima hi és fred, i produeix refredats i reumes. Tenia en aquell moment 26 cases i l'església parroquial de Sant Pere, que té com a annexa la de Boldís Sobirà. Hi ha una font de molt bona qualitat. El territori és muntanyós i pedregós, de mala qualitat, amb muntanyes a l'entorn, però despoblades d'arbres. S'hi produïa blat, sègol, ordi, patates, llegums, abundants pastures, una mica de fruita i una mica d'hortalisses. S'hi criava vacum i ovelles, principalment, entre tota mena de bestiar. Hi havia caça de perdius i isards, així com pesca de truites. Els habitants eren comptabilitzats conjuntament amb Boldís Sobirà: 26 veïns (caps de casa) i 154 ànimes (habitants).

## Llocs d'interès
- Església de Sant Pere

## Festivitats
- 29 de juny- Festa Major